# オリンピックのコンピュータゲーム
オリンピックのコンピュータゲームは、国際オリンピック委員会にから正式に認可を受けたスポーツゲームのサブジャンルである。これらのゲームには、複数の種目や複数の競技があり、オリンピックをテーマにしている。
このジャンルは、1983年のアーケードクラシック『ハイパーオリンピック』で最初に登場した、最も古いコンピュータゲームのジャンルの1つである。以来、数多くの作品が発売されてきたが、その多くは、それぞれのゲームが対象とするオリンピックの直前に発売されている。1992年バルセロナオリンピックに合わせて発売された初の公式ゲーム『Olympic Gold』からは、IOCの公式ライセンスが当たり前になった。
本稿の主題は、eスポーツをオリンピック競技に取り入れるかどうかという議論とは無関係である。

## 進化と批判
Epyx、Accolade、U.S. Gold、コナミなどの企業が、初期のゲームの多くを開発した。このジャンルは、ゲーム業界では見過ごされがちで、大会に付随する流行り物や記念品程度にしか考えられておらず、純粋に許認可や商品化のための試作と考える人もいる。ゲームプレイは、『ハイパーオリンピック』で使われた「ボタンを押す」方式や、『Daley Thompson's Decathlon』で使われた「ジョイスティックを揺らす」方式で構成されているのが一般的なため、批判の対象となることが多い。
しかし、一定の間隔で発売されるため、初期のEpyx作品のCGAグラフィックスから、アテネ2004、北京2008、ロンドン2012などの最近の作品の進化し続ける3Dグラフィックスまで、コンピュータゲームのグラフィックスがどのように変化してきたかを比較する手段として利用することができる。フォーブスは、このジャンルは進化していないが、さまざまなスポーツが次世代機でどのようにレンダリングされるかを見てみたいと主張した。
1988年ソウルオリンピックから2012年ロンドンオリンピックまで、各オリンピック大会に合わせてオリンピック公式タイアップゲームが発売され、2008年北京オリンピックからはマリオ&ソニックシリーズが平行してスタートした。しかし、2014年ソチオリンピックと2016年リオデジャネイロオリンピックでは、マリオ&ソニックのみであり、2018年平昌大会では、『スティープ』のダウンロードコンテンツのみで、オリンピック単体のゲームは発売されなかった。しかし、2020年東京オリンピックでは、ロンドン大会以来初めてオリンピックの専用コンシューマーゲームが複数発売された。
Kotakuは、このようなゲームは4年周期で発売されるため、発売されるたびに新しいゲーム機になり、オリンピックのゲームファンにとってはファーストアダプターの決定になってしまうと論じている。さらに、これらのゲームには包括的なストーリー性がなく、基本的にミニゲームの連続になっていると指摘している。第三に、オリンピック競技の多くはすでに専用の作品が発売されており、その競技のゲーム性を簡略化したミニゲーム集よりもファンにアピールすることができる。また、多くのスポーツゲームに共通するキャリアモードもない。
Viceは、オリンピックで成功したスポーツ選手がオリンピックゲームの表面を飾ることは、ゲーマーに紹介することで、公的なブランドのプロフィールを構築することになると主張している。このことを、Just Danceシリーズのように音楽関連のコンピュータゲームがゲーマーに新しいバンドを紹介したり、『バットマン アーカム・ナイト』のようにメディアとの提携がゲーマーに拡張された世界を探索するように促したりすることになぞらえている。

## ゲームの一覧

### 正式ゲーム
| ゲーム                                       | 開発者              | 発売年 | 季 | 対応機種                                                                                    | 競技数 | 国数 |
| -------------------------------------------- | ------------------- | ------ | -- | ------------------------------------------------------------------------------------------- | ------ | ---- |
| ハイパーオリンピック'84                      | コナミ              | 1984年 | 夏 | アーケード                                                                                  | 7      | 0    |
| オリンピックゴールド                         | Tiertex             | 1992年 | 夏 | ゲームギア、メガドライブ、セガ・マスターシステム                                            | 7      | 8    |
| ウィンターオリンピック                       | Tiertex             | 1993年 | 冬 | Amiga、メガドライブ、ゲームボーイ、スーパーファミコン、ゲームギア、MS-DOS、マスターシステム | 10     | 16   |
| オリンピック サマーゲームス                  | Tiertex             | 1996年 | 夏 | スーパーファミコン、ゲームボーイ、PlayStation、メガドライブ、3DO                            | 10     | 30   |
| ハイパーオリンピック イン ナガノ             | コナミ              | 1997年 | 冬 | アーケード、PlayStation、NINTENDO 64                                                        | 16     | 16   |
| Sydney 2000                                  | Attention to Detail | 2000年 | 夏 | PlayStation、Windows、ドリームキャスト                                                      | 12     | 32   |
| Salt Lake 2002                               | Attention to Detail | 2002年 | 冬 | Windows、PlayStation 2、ゲームボーイアドバンス                                              | 6      | 16   |
| Athens 2004                                  | Eurocom             | 2004年 | 夏 | PlayStation 2、Windows                                                                      | 25     | 64   |
| Torino 2006                                  | 49games             | 2006年 | 冬 | Windows、PlayStation 2、Xbox                                                                | 11     | 24   |
| 北京オリンピック 2008                        | Eurocom             | 2008年 | 夏 | PlayStation 3、Xbox 360、Windows                                                            | 38     | 32   |
| Vancouver 2010                               | Eurocom             | 2010年 | 冬 | PlayStation 3、Xbox 360、Windows                                                            | 14     | 24   |
| London 2012                                  | セガ                | 2012年 | 夏 | PlayStation 3、Xbox 360、Windows                                                            | 31     | 36   |
| スティープ ロード トゥー ザ オリンピック     | ユービーアイソフト  | 2017年 | 冬 | PlayStation 4、Xbox One、Windows                                                            | 12     | 72   |
| 東京2020オリンピック The Official Video Game | セガ                | 2019年 | 夏 | PlayStation 4、Nintendo Switch、Xbox One、Windows                                           | 19     | 80   |

#### マリオ＆ソニックシリーズ
- マリオ&ソニック AT 北京オリンピック（2007/2008）（Wii、ニンテンドーDS）
  - Sonic at the Olympic Games（2008）（携帯電話）
- マリオ&ソニック AT バンクーバーオリンピック（2009）（Wii、ニンテンドーDS）
  - ソニック AT バンクーバーオリンピック（2010）（iOS）
- マリオ&ソニック AT ロンドンオリンピック（2011/2012）（Wii、ニンテンドー3DS）
- マリオ&ソニック AT ソチオリンピック（2013）（Wii U）
- マリオ&ソニック AT リオオリンピック（2016）（Wii U、ニンテンドー3DS、アーケード）
- マリオ&ソニック AT 東京2020オリンピック（2019/2020）（Nintendo Switch、アーケード）
  - ソニック AT 東京2020オリンピック（2020）（iOS、Android）

### 非公式ゲーム
- Microsoft Decathlon（1980、マイクロソフト）[7]
- Activision Decathlon（1983、アクティビジョン）
- ハイパーオリンピック（1983、コナミ）
- HESware（1984、HES Games）
- ハイパーオリンピック'84（1984、コナミ）
- ハイパーオリンピック2（1984、コナミ）
- Summer Games（IおよびII）（1984–85、Epyx）
- Winter Games（1985、Epyx）[7]
- ファミリートレーナー ランニングスタジアム（1986、バンダイ）
- The Games: Winter Edition（1988、Epyx）
- ハイパースポーツスペシャル（1988、コナミ）
- The Games: Summer Edition（Epyx、1988年ソウルオリンピックのUSOCの公式ゲーム）
- The Games: Summer Challenge（Accolade）
- The Games: Winter Challenge（1991、Accolade）[7]
- CAPCOMバルセロナ'92（1992、カプコン）
- Alien Olympics 2044 AD（1994）[7]
- ハイパーオリンピック イン アトランタ（1996、コナミ）
- がんばれ!ニッポン!オリンピック2000（2000、コナミ）
- ハイパーオリンピック ウィンター2000（2000、コナミ）
- Sergei Bubka's Millennium Games（2000、Midas Games）
- コナミスポーツシリーズ（2001、コナミ）
- ハイパースポーツ 2002 WINTER（2002、コナミ）
- New International ハイパースポーツDS（2008、コナミ）
- Summer Athletics（2008、dtp Entertainment）
- ハイパースポーツ ウィンター（2010、コナミ）
- ハイパースポーツ（陸上競技）（2010、コナミ）
- Doodle チャンピオン アイランド ゲーム（2021、Google）

### 別のオリンピック関連ライセンスを持つ他のジャンルのゲーム
- Team USA Basketball - 1992年バルセロナオリンピック・バスケットボール競技のゲーム。アメリカオリンピック・パラリンピック委員会のライセンスで発売。
- Olympic Soccer - 1996年アトランタオリンピック・サッカー競技のゲーム。
- Izzy's Quest for the Olympic Rings - アトランタ大会のマスコットキャラクターを題材にしたゲーム。
- Actua Ice Hockey - 1998年長野オリンピック・アイスホッケー競技のゲーム。
- Olympic Hockey Nagano '98 - 1998年長野オリンピック・アイスホッケー競技のゲーム。
- eBASEBALLパワフルプロ野球2020 - 2020年東京オリンピック・野球競技モードを収録。
- eBASEBALLプロ野球スピリッツ2021 グランドスラム - 2020年東京オリンピック・野球競技モードを収録。

## 批評家による評価
Slateは、オリンピックゲームは、そのベースとなったオリンピック大会と同様に、すぐに忘れ去られてしまうと主張し、1983年の「Track & Field」から2K Sportsの「Torino 2006」まで、このジャンルは停滞していると考えている。Kotakuは、オリンピックのブランドがあまりにも巨大なため、イベントが開催されている間は、これらのゲームはそれに比べて非現実的な存在であることが多く、イベントが終わると、ゲームも陳腐化してしまうと指摘している。